# Friedrich-Carls-Hütte
Die Friedrich-Carls-Hütte, auch Friedrich-Carl-Hütte, war ein Standort mit Erzbergbau und Hüttenbetrieb, der am 24. Mai 1736 in Delligsen (Niedersachsen) durch Herzog Karl von Braunschweig gegründet wurde. Bereits um das Jahr 1585 hatte es auf dem Gebiet erste Probeschürfungen gegeben. Dabei wurde ein gemeinsames Vorkommen von Eisenerz und Steinkohle entdeckt.

## Geschichte
Im Jahr 1728 wurde das Gebiet erneut untersucht und aufgrund der Ergebnisse die Errichtung eines Bergbaubetriebes vorgeschlagen. Das Erz wurde zunächst zur Verhüttung in die Wilhelmshütte nach Bornum transportiert. Im Folgejahr wurde auch die Anlage einer eigenständigen Hütte vorgeschlagen und im April 1733 der Bau der Eisenhütte angeordnet. Der oberirdische Betrieb wurde für rund 22.145 Taler am Ufer der Wispe errichtet. Im neuen Hochofen wurden bereits vor dem eigentlichen Betriebsbeginn Probegüsse hergestellt. Das hergestellte Roheisen wurde im Jahr 1768 erstmals auch bis nach Bremen befördert, um es von dort aus nach Holland zu verschiffen. Der steigende Bedarf an Schwarzpulver für den Abbau der Erzvorkommen wurde durch eine eigens dafür errichtete Pulvermühle in Grünenplan gedeckt.
Beim 100-jährigen Jubiläum der zum Fürstentum Braunschweig gehörenden Anlage wurden 80 Hütten- und Bergleute beschäftigt. Die Produkte waren zunächst Herdplatten und Kunstguss, die unter anderem nach Bremen oder Oldenburg geliefert wurden. Später kamen komplizierte Gussteile hinzu. Um das Jahr 1843 gehörten zur Ausstattung der Landesherrlichen Eisenhütte an der Wispee: 1 Hochofen, 2 Frischfeuer, 1 Cupolofen, 1 Zainhammer sowie 150 Mann Belegschaft. Die Eisenhütte wurde im Jahr 1845 an den Bergrat Friedrich Carl Ludwig Koch (1799–1852) verkauft, dem bereits die Glashütte in Grünenplan gehörte. Fortan wurde die Hütte als „Carlshütte–Delligsen“ bezeichnet. Zusätzlich zur örtlichen Eisenerzgewinnung wurde nun vermehrt Roheisen aus England bezogen. Die Pulvermühle in Grünenplan wurde zur selben Zeit stillgelegt.

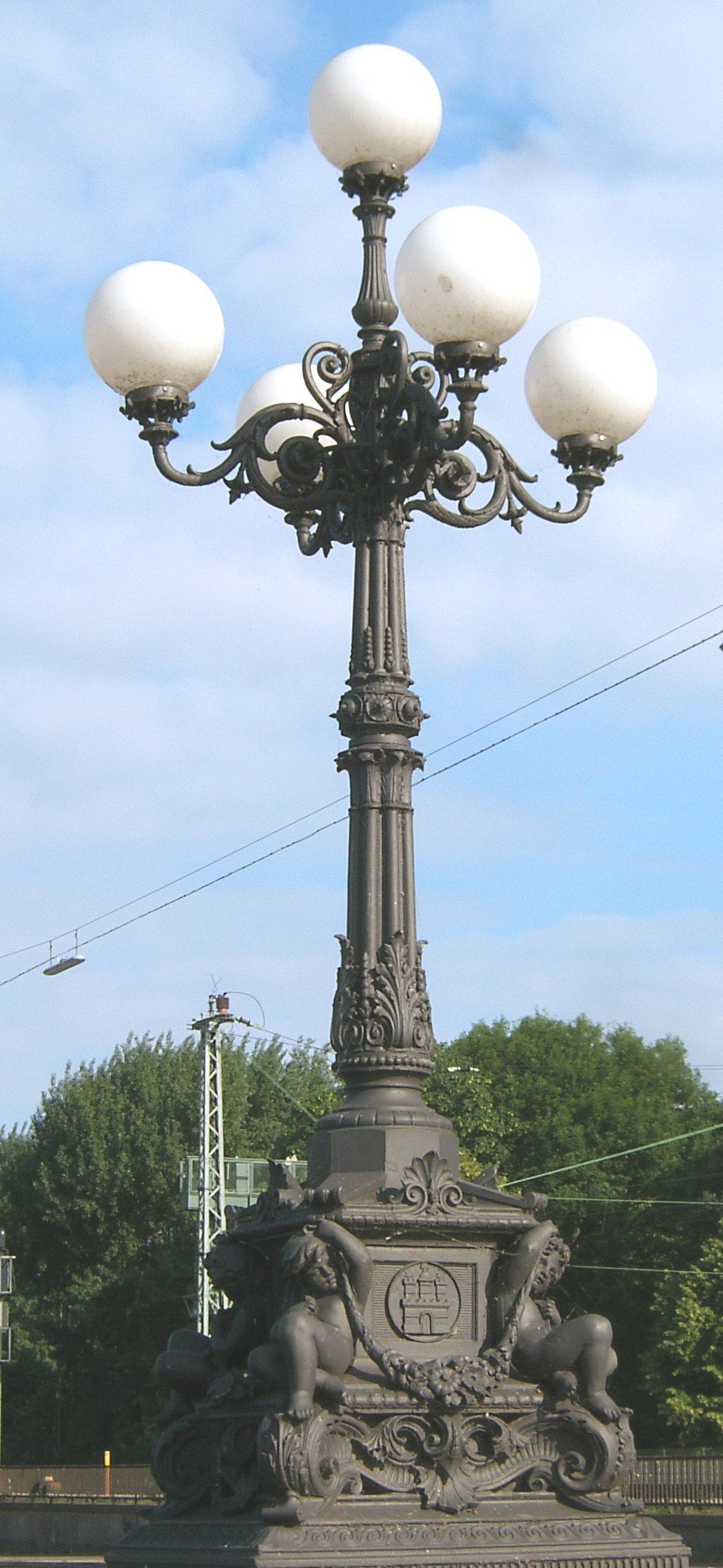
Kandelaber aus der Carlshütte auf der Lombardsbrücke in Hamburg

Der Bau der Hannöverschen Südbahn in den Jahren 1852 bis 1854, die durch das Leinetal führte, verbesserte die Frachtmöglichkeiten der Carlshütte, so dass eine Filiale am neuen Bahnhof in Alfeld errichtet wurde. Zur Produktpalette gehörte ab 1860 die Herstellung von Kanonenrohren. Es wurden zudem Brückenteile hergestellt, wie beispielsweise acht große Kandelaber für den zwischen 1865 und 1868 erfolgten Bau der Lombardsbrücke zwischen Binnen- und Außenalster in Hamburg.
Nach Beendigung des Deutsch-Französischen Krieges 1871 wurde aus dem Betrieb eine Aktiengesellschaft, die nun unter dem Namen „Eisenwerke Carlshütte AG“ firmierte Der Bau einer eigenen Wasserturbine führte zu einer Ausweitung der Produktpalette, so dass nun Turbinenräder, Schwungscheiben, Schaufelräder oder Elektrobauteile hergestellt werden konnten. Der Betrieb wurde durch die Übernahme der Wilhelmshütte bei Bornum erweitert. Wenige Jahre später wurde zunächst 1895 der Erzabbau eingestellt und nach einer Überschwemmung der Wispe musste das Unternehmen am 1. Februar 1901 Konkurs anmelden. Teile der Belegschaft wurden von der Braunschweigisch-Hannoverschen Maschinenfabrik AG übernommen.

## Historische Kulturlandschaft
Die Hütte liegt innerhalb der 48 km² großen historischen Kulturlandschaft Protoindustrielandschaft Hilsmulde, die von landesweiter Bedeutung ist. Diese Zuordnung zu den Kulturlandschaften in Niedersachsen hat der Niedersächsische Landesbetrieb für Wasserwirtschaft, Küsten- und Naturschutz (NLWKN) 2018 getroffen. Ein besonderer, rechtlich verbindlicher Schutzstatus ist mit der Klassifizierung nicht verbunden.